# Consell General de la Costa d'Or
El Consell General de la Costa d'Or és l'assemblea deliberant executiva del departament francès de la Costa d'Or a la regió de Borgonya - Franc Comtat. La seva seu es troba a Dijon. Des de 2008, el president és François Sauvadet (NC)

## Antics presidents del Consell
- Paul Cunisset-Carnot (1880-1886)
- Jean Veillet (1966-1975)
- Louis de Broissia (1994-2008)

## Composició
El març de 2011 el Consell General de Costa d'Or era constituït per 43 elegits pels 43 cantons de la Costa d'Or.
| Partit                        | Sigles | Electes |
| ----------------------------- | ------ | ------- |
| Oposició (20 escons)          |        |         |
| Partit Socialista             | PS     | 11      |
| Divers gauche                 | DVG    | 6       |
| Partit Radical d'Esquerra     | PRG    | 3       |
| Majoria (23 escons)           |        |         |
| Unió pel Moviment Popular     | UMP    | 10      |
| Divers droite                 | DVD    | 10      |
| Nou Centre                    | NC     | 3       |
| President del Consell General |        |         |
| François Sauvadet (NC)        |        |         |